# Cedillo del Condado
Cedillo del Condado est une commune d'Espagne de la province de Tolède dans la communauté autonome de Castille-La Manche.

## Histoire
En 1152, Alphonse VII de León et Castille concède une charte de peuplement. Cedillo a ensuite brièvement appartenu aux Hospitaliers du  grand prieuré de Castille et León avant d'être échangé en 1227 avec  Riosequillo (es) au nord de San Nicolás del Real Camino, Don Abril García devenant alors le premier seigneur laïque de Cedillo
,.

## Administration
| Période                                  | Période | Identité | Étiquette | Qualité |
| ---------------------------------------- | ------- | -------- | --------- | ------- |
|                                          |         |          |           |         |
| Les données manquantes sont à compléter. |         |          |           |         |